# Олёкминский наслег
Олёкминский наслег — сельское поселение в Олёкминском районе Якутии Российской Федерации.
Административный центр — село Олёкминский.

## История
Статус и границы сельского поселения установлены Законом Республики Саха (Якутия) от 30 ноября 2004 года N 173-З N 353-III «Об установлении границ и о наделении статусом городского и сельского поселений муниципальных образований Республики Саха (Якутия)».

## Население
| 2002 | 2010  | 2011  | 2012  | 2013 | 2014 | 2015 |
| ---- | ----- | ----- | ----- | ---- | ---- | ---- |
| 974  | ↗1027 | ↘1026 | ↘1012 | ↘995 | ↘991 | ↗997 |
| 2016 | 2017  | 2018  | 2019  | 2020 | 2021 |      |
| ↘971 | ↘969  | ↘948  | ↘924  | ↘919 | ↗936 |      |

## Состав сельского поселения
| № | Населённый пункт | Тип населённого пункта       | Население |
| - | ---------------- | ---------------------------- | --------- |
| 1 | Олёкминский      | село, административный центр | ↗936      |